# Watson Washburn
Watson "Watty" Washburn, né le 13 juin 1894 à New York et décédé le 2 décembre 1973 dans la même ville, est un joueur de tennis américain.
Il a participé sept fois à la Coupe Davis à partir de 1920 et l'a remportée en 1921. Il fut classé sept fois dans le top 10 des joueurs américains en 1914 et 1922, numéro 5 en 1921.
Il a été finaliste de l'Us Open en double en 1921 et 1923 ainsi qu'à Wimbledon en double en 1924.
Il est membre du International Tennis Hall of Fame depuis 1965.